# Пищевик (футбольный клуб, Москва)
«Пищевик» — советский футбольный клуб из Москвы. Основан в 1938 году.

## История
Впервые клуб упоминается в 1938 году, играя сразу в группе «А», где команда выступила неудачно (23 место) и вылетела в группу «Б». В Кубке СССР 1938 года проиграли в 1/16 одесскому «Динамо».
В Кубке СССР 1939 года в москвичи взяли реванш у одесского «Динамо», но в переигровке 1/16 финала уступили тбилисскому «Динамо». В группе «Б» москвичи выступили намного успешнее, заняв 4 место.
В Кубке СССР 1940 года клуб вновь попал по жребию на тбилисское «Динамо», однако реванш не состоялся — ни одного кубкового матча так и не было сыграно. Выступление в группе «Б» на этот раз было неудачным — 12 место.
Следующее упоминание о клубе встречается в 1946 году, играя во второй группе, «Пищевик» вышел в финальную стадию, где уступил ВВС. В Кубке СССР 1946 года клуб в 1/8 финала уступил московскому «Динамо».
В 1947 году в Центральной зоне второй группы клуб занял 12 место, а в Кубке СССР 1947 года уступил в 1/4 финала Центральной зоны ленинградскому «Дзержинцу». Начальником команды в 1947 году был Фёдор Ильич Селин.
Далее упоминаний о клубе нет.

## Достижения
- В высшей лиге — 23 место (1938 год группа «А»).
- В кубке СССР — поражение в 1/8 финала (1946 год).

## Тренеры
- 1938 Пётр Попов (тренер)
- 1939 Николай Никитин (главный тренер)
- 1939 – 1943 Иван Рыжов (главный тренер)
- 1946 Константин Квашнин (главный тренер)